# Ceratitis punctata
Ceratitis punctata är en tvåvingeart som först beskrevs av Christian Rudolph Wilhelm Wiedemann 1824.  Ceratitis punctata ingår i släktet Ceratitis och familjen borrflugor. Inga underarter finns listade i Catalogue of Life.